# Toni Schimpl
Toni Schimpl (* 29. Januar 1943 in Nürnberg; † 5. März 2020) war ein deutscher Politiker (SPD).
Nach dem Besuch der Volksschule machte Schimpl die Berufsausbildung als Schlosser und war einige Jahre lang Betriebsratsvorsitzender einer Nürnberger Firma in der Metallverarbeitung.
1972 wurde Schimpl Mitglied der SPD. Er war zunächst Vorsitzender der Jungsozialisten im Bezirk Franken und danach Mitglied des Unterbezirksvorstands der SPD-Nürnberg. Seine Arbeitsschwerpunkte waren Arbeitnehmerpolitik, Antifaschismus, Friedenspolitik und Resozialisierung im Strafvollzug. Von 1982 bis 1994 war er Mitglied des Bayerischen Landtags. Erstmals wurde er im Stimmkreis Nürnberg-West direkt gewählt, danach über die Liste im Wahlkreis Mittelfranken.